# Концерт для віолончелі з оркестром (Лало)
Концерт для віолончелі з оркестром, ре мінор, Едуара Лало написаний 1877 року. Лало консультувався під час роботи над ним з віолончелістом Адольфом Фішером, який потім став першим виконавцем твору. Прем'єра відбулася 9 грудня 1877 в Парижі, оркестром диригував Жюль Падлу. Успіх був настільки великий, що за тиждень, 16 грудня, програму повторили. Відразу після цього Фішер вирушив на гастролі, і 13 січня 1878 концерт зіграли у Відні (диригував Ганс Ріхтер), а 16 лютого — в Лейпцигу (диригував Карл Райнек).
Концерт Лало входить до репертуару багатьох провідних віолончелістів. Його записали, зокрема, П'єр Фурньє (з оркестром Ламурьо, диригент Жан Мартінон), Жаклін дю Пре (диригент Даніель Баренбойм) Йо-Йо Ма (з Національним оркестром Франції, диригент Лорін Маазель), Анн Гастінель (з Національним оркестром Ліона, диригент Еммануель Кривин) та інші